# Dorra Zarrouk
Dorra Zarrouk (en árabe: درة زروق‎, nacida el 13 de enero de 1980) es una actriz tunecina.

## Biografía
Dorra nació en Túnez, su padre era Ibrahim Zarrouk y su abuelo materno, Ali Zouaoui, era economista y político.
Obtuvo una Maestría en Derecho en la Facultad de Derecho y Ciencias Políticas de Túnez en 2001, luego obtuvo una Maestría en Estudios Avanzados en Ciencias Políticas de la Universidad de San José de Beirut en Líbano en 2003.

## Carrera
A pesar de su formación académica, comenzó a actuar en 1997, luego actuó en el teatro tunecino "El Teatro" con Taoufik Jebali en 2000. En 2002, debutó en la película franco-tunecina Khorma.
En 2003, participó en Coliseo: Arena de la Muerte de Roma. Su primera serie de televisión fuera de Túnez fue en 2004, cuando actuó en Fares Bani Marwan en Siria. En el mismo año, protagonizó Nadia et Sarra con Hiam Abbass. En 2005, actuó en Le Voyage de Louisa.
En 2007, comenzó su carrera en Egipto, donde apareció en Alawela fel Gharam y Heya fawda con Menna Shalabi. 
Posteriormente actuó en varias películas como Al Mosafer, Tisbah Ala Khair y Sheikh Jackson.